# Louisa Capper
Louisa Capper (ur. 1776, zm. 1840) – poetka angielska epoki romantyzmu.
Urodziła się 15 listopada 1776 w Fort St George w mieście Madras w Indiach. Była najmłodszą córką pułkownika Jamesa Cappera i jego żony Mary. W 1811 poślubiła wielebnego Roberta Coninghama. Zmarła 25 maja 1840 w Chorleywood. Została pochowana w Rickmansworth. 
Jej najpopularniejszym dziełem jest książka A Poetical History of England (1810), będąca wierszowanym ujęciem dziejów Wielkiej Brytanii od czasów rzymskich do panowania dynastii hanowerskiej.